# Heterogagrella indica
Heterogagrella indica is een hooiwagen uit de familie Sclerosomatidae.